# Musée d'art moderne de Gunma
Le musée d'art moderne de Gunma (群馬県立近代美術館, Gunma kenritsu kindai bijutsukan) a ouvert en 1974 à Takasaki, dans la préfecture de Gunma.
La collection comporte des œuvres de Monet, Renoir, Gustave Moreau et Soga Jasoku,,.